# امیلی مید
امیلی مید (انگلیسی: Emily Meade؛ زادهٔ ۱۰ ژانویهٔ ۱۹۸۹) یک بازیگر سینما، و هنرپیشه اهل ایالات متحده آمریکا است. وی از سال ۲۰۰۶ میلادی تاکنون مشغول فعالیت بوده‌است.
از فیلم‌ها یا برنامه‌های تلویزیونی که وی در آن نقش داشته است می‌توان به تجاوز، با تشکر برای به اشتراک گذاری، ترور یک رئیس دبیرستان، نرو، خانه در حال سوختن است و اِمی در بازماندگان اشاره کرد.